# SV Leipzig Nordwest
Der SV Leipzig Nordwest ist ein deutscher Sportverein in Leipzig, der sich hauptsächlich dem Fußballsport widmet. Heimstätte ist der Willi-Kühn-Sportpark, der 5000 Zuschauern Platz bietet.

## Vereinsentwicklung
Der Verein führt seinen Ursprung wie der FC Sachsen Leipzig bis auf den am 30. August 1899 gegründeten Sportverein Britannia 1899 Leipzig zurück. Über mehrere Fusionen, an denen auch die im Fußball bereits erfolgreichen Vereine Leipziger SV 1899 und SV Tura 1932 beteiligt waren, entstand am 14. November 1938 der SV Tura 1899 Leipzig. Nach dem Ende des Zweiten Weltkriegs wurde der SV Tura unter Bezugnahme auf die Direktive Nr. 23 des Alliierten Kontrollrats der Besatzungsmächte in Deutschland durch die sowjetischen Behörden verboten. Er wurde zum 1. Januar 1946 aufgelöst. Nach der Übergangsphase mit locker strukturierten Sportgemeinschaften entstand am 31. März 1949 zunächst die ZSG Industrie Leipzig, aus der am 1. April 1949 die ZSG Industrie Leipzig/Abteilung Leutzsch abgespalten wurde. 1950 wurde die Zentrale Sportgemeinschaft in die Betriebssportgemeinschaft (BSG) Stahl Nordwest Leipzig überführt. Nach einer zwischenzeitlichen Namensänderung in Motor Nordwest kehrten die Leipziger ab 1953 wieder zur Bezeichnung „Stahl“ zurück. Als nach der politischen Wende von 1989 das System der Betriebssportgemeinschaften zusammenbrach, wurde von bisherigen BSG-Mitgliedern am 31. Juli 1990 der SV Leipzig Nordwest gegründet. Zwischen 1991 und 1994 trug der Verein vorübergehend den Namen SV Oertzen Leipzig.

## Fußballsportliche Entwicklung

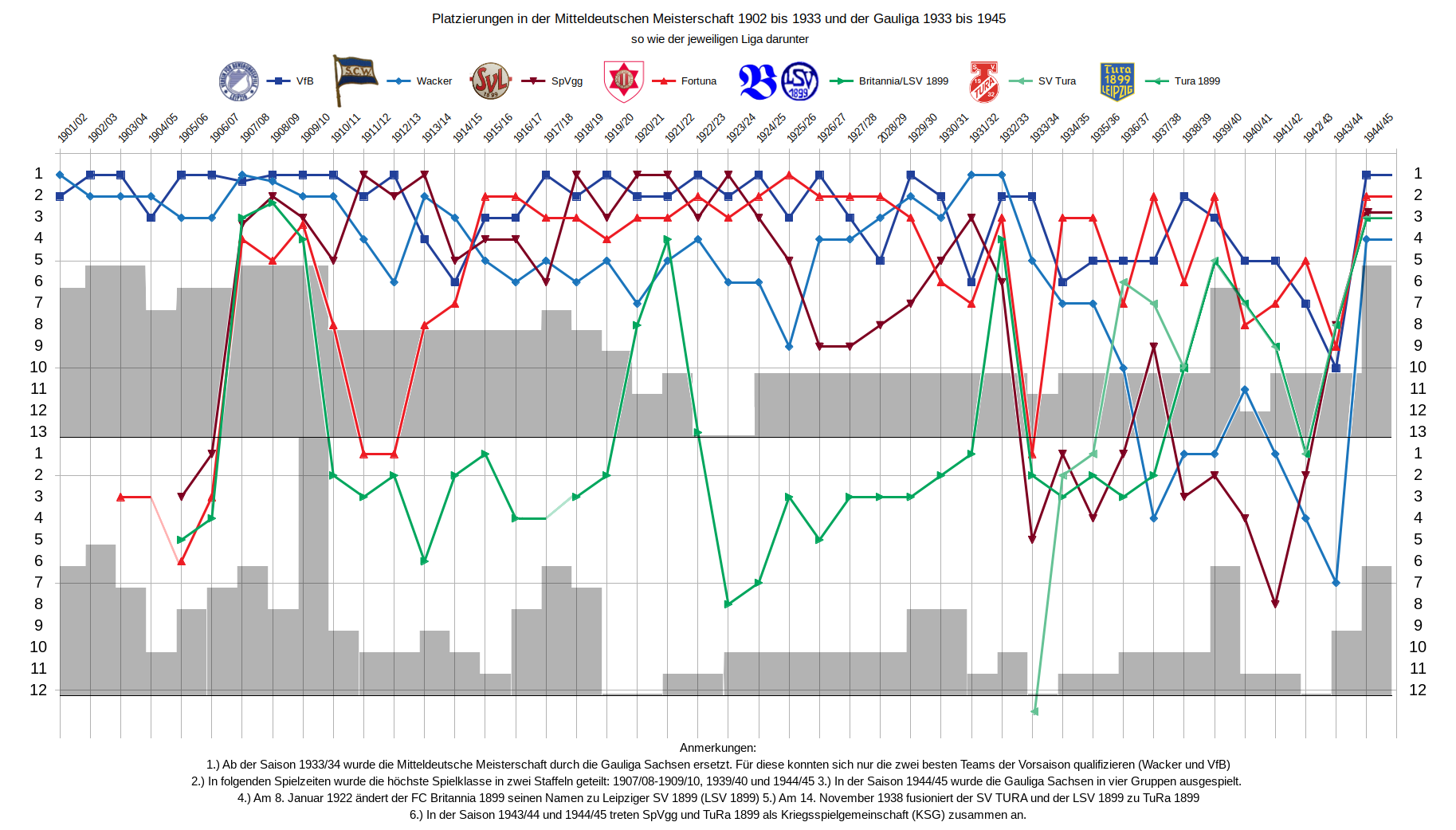
Diagramm mit Platzierungen der Vorgänger Britannia, LSV und TuRa sowie weiteren wichtigen Leipziger Clubs in der Mitteldeutschen Meisterschaft und der Gauliga Sachsen zwischen 1901 und 1945

Der SV Britannia beteiligte sich bereits Anfang des 20. Jahrhunderts an den Fußballmeisterschaften des Gau Nordwestsachsen. 1920 wurde der SV 1899 in die neue Gauliga Leipzig eingegliedert, aus der er 1923 absteigen musste. Bis 1932 spielten die 1899er in der 1b-Klasse des Gau Nordwestsachsen, dann gelang der Aufstieg in die 1. Klasse des Großgau Leipzig. Nach der neuen Ligeneinteilung 1933 wurden der SV 1899 in die Bezirksklasse Leipzig (2. Liga) und der neu gegründete SV Tura 1932 in die darunter angesiedelte Kreisklasse Leipzig (3. Liga) eingestuft. Bereits nach einem Jahr stieg Tura in die Bezirksklasse auf. 1936 wurde Tura Bezirksklassenmeister und stieg in die Gauliga (1. Liga) auf. Nach der Fusion von SV 1899 und Tura 1932 übernahm 1938 der neue SV Tura 1899 den Gauligaplatz, der bis 1942 behauptet werden konnte. Nach Abstieg und einem Jahr Bezirksklasse spielte Tura 1943 und 1944 zwei weitere Jahre in der Gauliga. 
1945 bis 1949 spielte auf dem Sportplatz an der Merseburger Straße die SG Leipzig-Lindenau Aue als indirekter Nachfolger der SV 1899 Leipzig. Infolge der Nachkriegseinschränkungen wurde der Raum Leipzig höchste Liga. Ein Jahr innerhalb der Stadt (3 Staffeln), dann zwei Jahre Stadt- u. Landkreis (2 Staffeln). In diesem spielstarken Umfeld mit allen ehemaligen Spitzenvereinen des Gau Nordwestsachsen u. kommenden Oberliga- sowie DDR-Ligavereinen wurden der 4./7./5. Platz erreicht. 1948/49 spielte Lindenau Aue im Bezirk Leipzig, mit 26 Mannschaften, zur Bildung der neuen Landesliga u. schloss mit Platz 18 ab. Die 1950 gegründete BSG Stahl Nordwest Leipzig beteiligte sich 1950/51 an der Meisterschaft der drittklassigen Bezirksklasse Leipzig und wurde 1952 in die neu gebildete Kreisklasse Leipzig (5. Liga) eingestuft. 1975 gelang der Aufstieg in die viertklassige Bezirksklasse Leipzig, aus der die BSG Stahl 1977 in die Bezirksliga Leipzig aufstieg. Ein Jahr später wurde vor Motor Altenburg die Bezirksmeisterschaft Leipzig gewonnen und der Aufstieg in die zweitklassige DDR-Liga erreicht. 
In ihrer ersten Zweitligasaison 1978/79 mussten die Leipziger mit der punktgleichen BSG Lok Stendal zwei Relegationsspiele gegen den Abstieg bestreiten, die mit 1:1 und 0:2 an die Stendaler gingen. In der Bezirksligasaison 1979/80 gelang Nordwest mit knappen Vorsprung vor Chemie Markkleeberg der sofortige Wiederaufstieg. Im zweiten Anlauf gelang der Klassenerhalt, in der Folgesaison 1981/82 musste Nordwest Leipzig gemeinsam mit Chemie Zeitz und Empor Halle jedoch den erneuten Gang in die Drittklassigkeit antreten. Im Stile einer Fahrstuhlmannschaft setzten sich die Leipziger am letzten Spieltag gegen Motor Grimma durch und konnten 1983 ihren dritten Aufstieg feiern. Durch eine ab 1984/85 geltende, in der die Staffeln von fünf auf zwei reduziert wurden, gab man den Leipzigern nur minimale Chancen auf den Klassenerhalt. Dieser wurde 1984 hinter Chemie Buna Schkopau mit einem siebenten Platz knapp verfehlt. Anschließend blieb die BSG Stahl bis zum Ende des DDR-Fußballspielbetriebs 1990 in der Bezirksliga Leipzig. 
Im DDR-Fußballpokal beteiligte sich Stahl Nordwest zwischen 1979 und 1985 an fünf Wettbewerben. Bis auf 1981, als die Zwischenrunde (3. Stufe) erreicht wurde, schieden die Stahlwerker stets nach der 1. Runde aus. In den ersten vier Wettbewerben hatte sich die Mannschaft als DDR-Ligist qualifiziert, 1985 nahm sie als Bezirkspokalsieger am DDR-weiten Wettbewerb teil. Im Bezirksendspiel 1985 hatte Stahl Nordwest die Mannschaft von Chemie Leipzig II mit 4:2 besiegt. 
In ihrer letzten DDR-Bezirksligasaison 1989/90 hatte Stahl Nordwest nur Platz 12 erreicht, deshalb wurde der Nachfolgeverein SV Nordwest in die neugebildete viertklassige Bezirksliga Leipzig eingereiht. 1994 gewann die Mannschaft unter dem Namen „SV Oertzen“ nach einem 5:2-Sieg über die SpVgg 1899 Leipzig den Leipziger Bezirkspokal. In der Bezirksliga, ab 1994 6. und seit 2008 7. Liga, verblieb der Verein bis zu seinem Abstieg nach der Saison 2008/09. Seither spielt der SV Nordwest in der Stadtklasse Leipzig. 

Logohistorie
1977–1990
1990–1994
1994–1997
Seit 1998

## Statistik
- Teilnahme in der DDR-Liga: 1978/79, 1980/81, 1981/82, 1983/84
- Teilnahme am DDR-Pokal: 1979, 1981, 1982, 1984, 1985
- Ewige Tabelle der DDR-Liga: Rang 108

## Personen von besonderer Bedeutung
- Ralf Heine, Oberligatorwart bei Chemie Halle und Chemie Leipzig, war von 1974 bis 2004 Trainer bei der BSG Stahl und beim SV Nordwest
- Otto Skrowny, 93-facher DDR-Oberligaspieler, beendete 1987 bei der BSG Stahl seine Laufbahn als Fußballspieler